# Stephanopis weyersi
Stephanopis weyersi är en spindelart som beskrevs av Simon 1899. Stephanopis weyersi ingår i släktet Stephanopis och familjen krabbspindlar. Inga underarter finns listade i Catalogue of Life.